# Magerøya
Magerøya sziget Norvégia legészakibb részén, Nordkapp községben. Területe 440 km². A szigetet kopár, a hegyi nyír néhány kisebb csoportját leszámítva fátlan tundra jellemzi, meredek sziklafalakkal a parton és sziklás hegyvidékkel a sziget belsejében. Legmagasabb pontja 417 m magas.

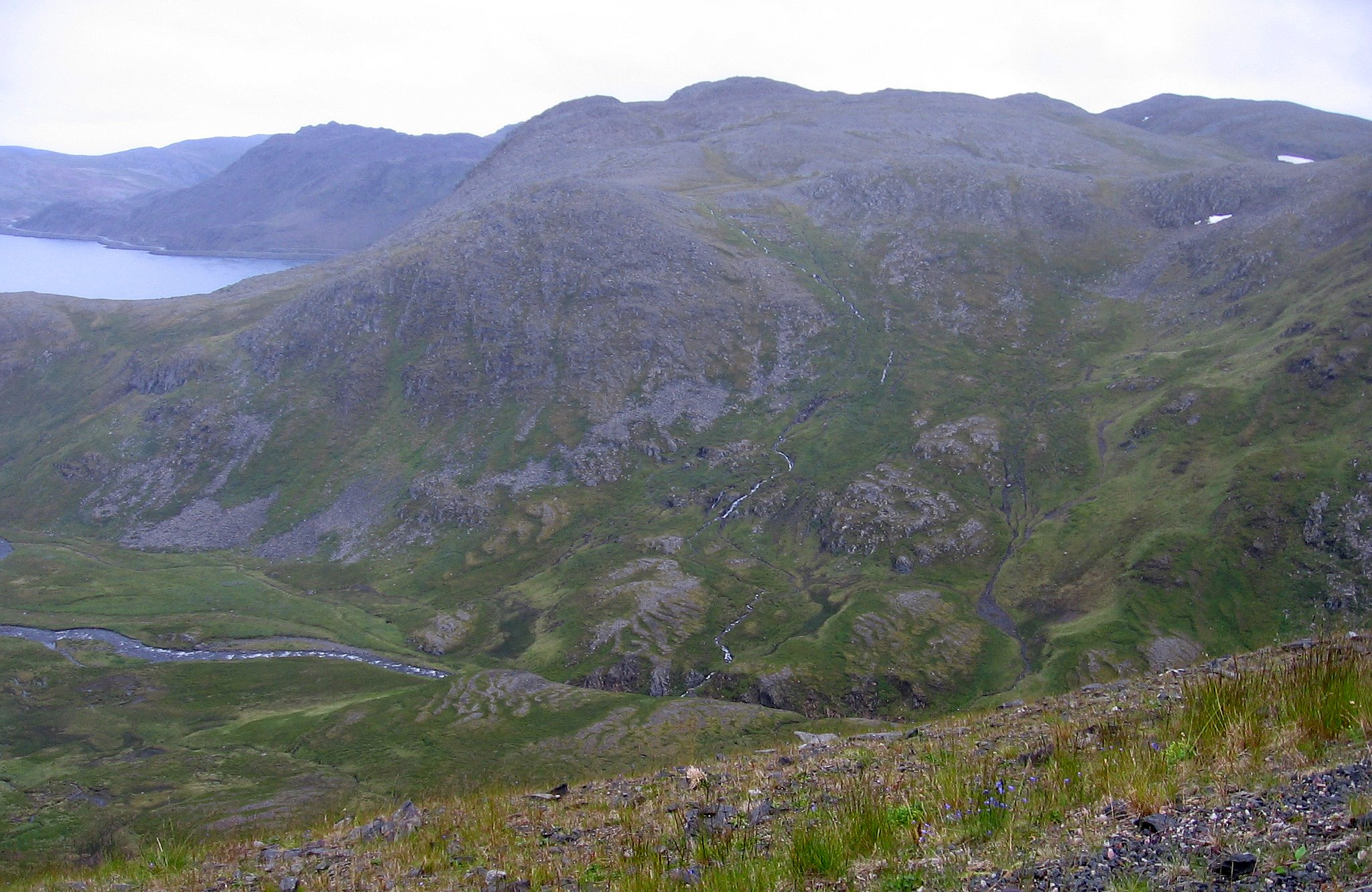
Pillantás az Északi-fok felé az E69-es európai útról

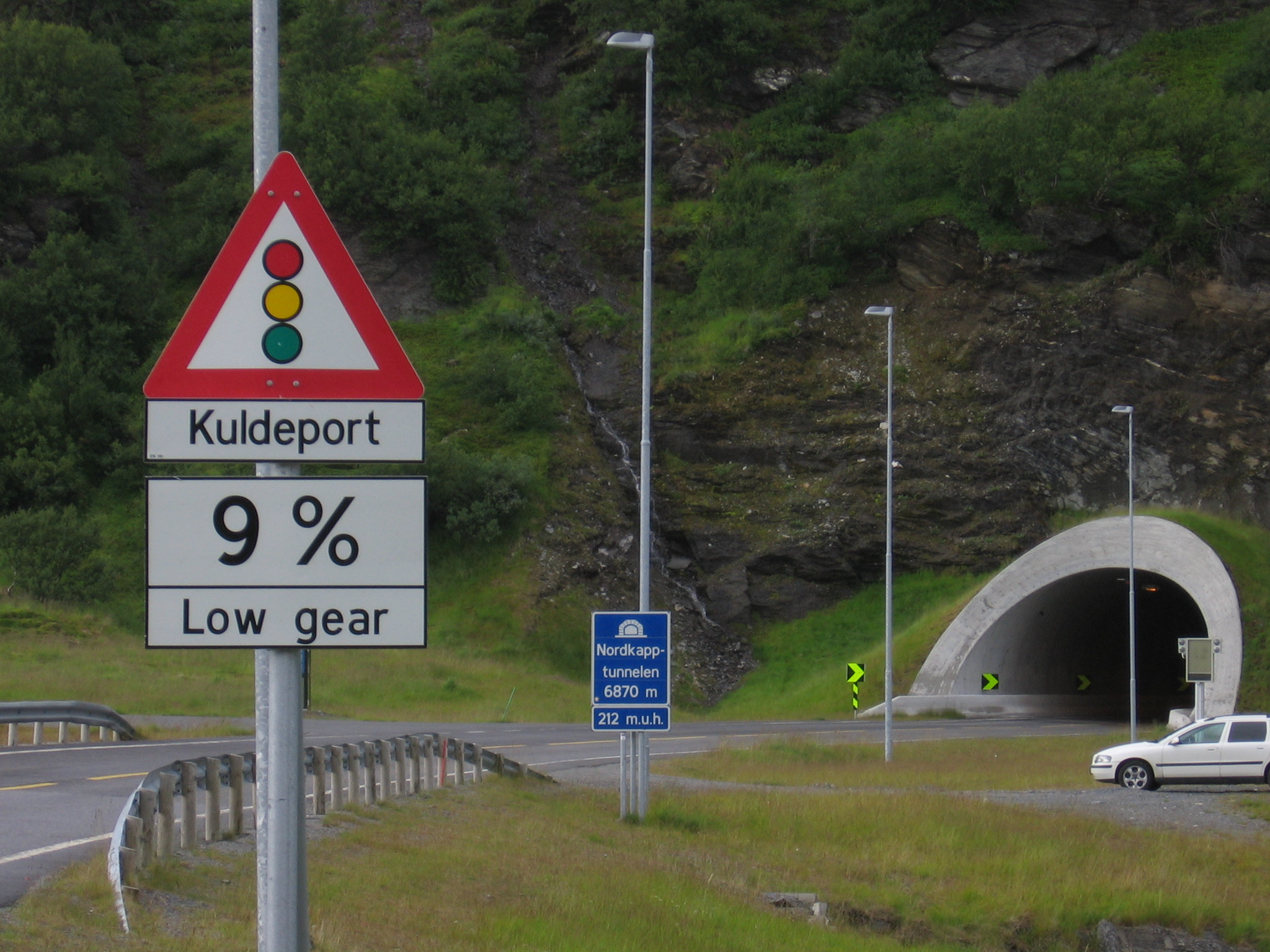
A Nordkapptunnelen bejárata

A sziget elsősorban az Északi-fokról nevezetes: az északi-parton található meredek szirfok minden évben százezernyi turistát vonz. A sziget megközelíthatőségének javítása érdekében 1993 és 1999 között tenger alatti alagúttal kötötték össze a szárazfölddel. Az Északi-fok alagút, amely 6,87 kilométer hosszú és 212 méterrel ereszkedik a tenger szintje alá, egy ideig a világ leghosszabb és legmélyebb tenger alatti alagútjai közé tartozott. Köd vagy jég még nyáron is előfordulhat az alagútban.
A Hurtigruten kompszolgáltatás Honningsvågban érinti a szigetet. A Magerøya körüli vizek egész évben jégmentesek a meleg Észak-atlanti-áramlatnak köszönhetően.